# Mô hình lúa – cá
Mô hình lúa – cá là mô hình sản xuất kết hợp trong lĩnh vực nông nghiệp. Mô hình này kết hợp việc trồng lúa nước và nuôi cá trong đồng ruộng.

## Mô tả
Cá được thả vào ruộng có tác dụng tận dụng môi trường nước để nuôi cá, giúp giảm sâu bệnh, tặng độ phì nhiêu đất đai và giảm phí công làm đất. Vụ mùa được chét làm thức ăn cho cá, giảm chi phí thức ăn. Mô hình được xem là đã phát triển để đáp ứng tình hình tăng giá vật tư nông nghiệp gồm phân bón, thuốc trừ sâu.
Mô hình sản xuất tuần hoàn này là quan hệ cộng sinh giữa lúa và cá, tạo ra hiệu quả kép giữa chúng, và hiệu quả kép cho kinh tế lẫn môi trường. Theo cách nuôi này, cá được đánh giá ít bệnh, lớn nhanh. Cá ăn sâu bệnh hại lúa trên thân lúa, sục bùn ăn cỏ dại non, khi lúa được thu hoạch chúng sẽ ăn rơm rạ vụn và sâu bọ. Chúng ăn cả trứng ốc bươu vàng. Cá nuôi theo cách này có thể kết hợp cả thức ăn công nghiệp lẫn thức ăn tự nhiên, nguồn thức ăn tự nhiên của ruộng lúa làm cho thịt của cá ngon hơn. Phân của cá là nguồn phân hữu cơ tốt cho lúa. Do đó, sự tương hỗ này giảm thiểu sử dụng hóa chất chăm sóc lúa, tạo ra các sản phẩm an toàn và môi trường ít ô nhiễm.
Mô hình này khiến cả lúa và cá đều tăng năng suất, lúa đạt 3,4 tấn/ha, cá 9,6 tấn/ha. Trung tâm Khuyến nông Hà Nội đánh giá mô hình này tạo ra lợi nhuận gấp 4 lần canh tác thông thường, thúc đẩy nông dân lao động, làm giảm tình trạng ruộng bỏ hoang.

## Thực hiện
Ruộng phải đắp thửa kín không để cá thất thoát ra ngoài, có thể đào ao rộng một bên hay xung quanh ruộng. Làm vệ sinh ao nuôi, vét hết cá tạp và địch hại của cá nuôi. Chọn giống lúa và giống cá phù hợp với nhau, liên quan tương ứng thời gian sinh trưởng. Chẳng hạn, giống lúa ST25 có thể kết hợp với cá rô đồng bản địa Việt Nam, giống lúa DT39 kết hợp với cá rô đầu nhím, giống lúa TH3-3 kết hợp cá trắm, chép, trôi, rô phi và cá mè. Tính toán số lượng cá để phân bổ chúng có mật độ phù hợp, mật độ cá rô đồng là 2 con/m2, cá trắm, chép, trôi, rô phi là 3-5 con/m2.
Có hai phương pháp từ mô hình này:
- Mô hình cá – lúa xen canh: canh tác lúa và nuôi cá trong cùng một thời vụ, việc thu hoạch cá sẽ được thực hiện sau khi gặt lúa
- Mô hình cá – lúa luân canh: sau thu hoạch một vụ lúa sẽ dâng nước lên để nuôi một vụ cá

Mô hình bắt đầu từ Thới Lai, Cần Thơ vào năm 1990 một cách tự phát, đến năm 1995 được nghiên cứu và phát triển. Sau đó đã lan ra áp dụng tại các tỉnh khác của miền Nam Việt Nam như Tiền Giang, Hậu Giang, Cà Mau,... Sau đó, bắt đầu áp dụng tại các tỉnh miền Bắc Việt Nam như Thanh Hóa năm 2015, Tuyên Quang, Hải Dương vào năm 2018, Hải Phòng vào năm 2019, Ninh Bình vào năm 2020, Hà Tĩnh, Quảng Bình, Hà Nội vào năm 2022,...Tại Thanh Hóa, cho đến năm 2021, có 8.000 ha ruộng lúa kết hợp nuôi cá.